# النزهة (الكويت)
النزهة منطقة سكنية كويتية تقع في محافظة العاصمة
سميت بذلك لأنها كانت مكاناً للنزهه يذهب إليه الناس. وهي من المناطق الجميلة بمحافظة العاصمة. حدود منطقة النزهة بين الدائري الثالث والدائري الثاني وشارع دمشق وطريق المغرب السريع، وهي تتكون من ثلاثة قطع بها شارع رئيسي واحد وأربعة مخارج.